# Gustaaf Deloor
Gustaaf Deloor, född den 24 juni 1913 i De Klinge, död den 28 januari 2002 i Mechelen, var en belgisk landsvägscyklist som var professionell från 1933 till 1939. Han är främst känd för att han blev vinnare totalt av de två första upplagorna av Vuelta a España som kördes – 1935 och 1936 (andra gången kom hans bror Alfons dessutom på andra plats).
När andra världskriget bröt ut 1939 blev Deloor inkallad och 1940 tillfångatogs han och sändes till fånglägret Stalag II-B, där han tillbringade resten av kriget. 1949, fyra år efter krigsslutet, emigrerade han till USA, där han senare arbetade som mekaniker för Marquardt Corporation under utvecklingen av styrraketpaketet R-4D till Apollo-programmet.

## Meriter
| 1934 Vinnare av Heist-op-den-Berg Vinnare av GP Eugeen Roggeman 4:a totalt i Belgien runt 10:a totalt i Volta a Catalunya 1935 Vinnare totalt av Vuelta a España Vinnare av etapperna 3, 11 och 14 Vinnare av etapp 1 i Paris-Saint-Étienne 3:a i Scheldeprijs 6:a totalt i Reus-Barcelona-Reus 10:a i Grand Prix des Nations (ITT) | 1936 Vinnare totalt av Vuelta a España Vinnare av etapperna 2, 4 och 6 2:a totalt i Tour de Suisse 8:a totalt i Paris–Nice 8:a i Paris–Bryssel 1937 Vinnare av etapp 6 i Tour de France 2:a i Liège–Bastogne–Liège 1938 10:a i Kampioenschap van Vlaanderen 1939 Vinnare av Grote 1-Mei Prijs, Ereprijs Victor De Bruyne |